# N701iECO
FOMA N701iECO（フォーマ・エヌ なな まる いち アイ・エコ）は、NECによって開発された、NTTドコモの第三世代携帯電話 (FOMA) 端末製品である。

## 概要
N701iECOは外観および機能面で N701i と同一である。
その外装に素材として用いられているのは、植物由来の生分解性プラスチックである。
重量はN701iの112グラムに対しN701iECOは115グラムと3グラム増加。
環境に配慮した製品であることをアピールするため、待受画面やメニュー画面では植物をイメージしたイラストや写真、アイコンを採用。
カラーバリエーションはピンク×シルバーの一種類のみで、植物の葉をあしらったスタイルパネル「リーフ」が同梱される。
抗菌処理が施されたボディ表面には微細な糸くずのようなものが見えるが、これはプラスチックに配合されたケナフ繊維の名残である。
環境問題に関心を寄せる利用者層、その中でも特に女性をターゲットとしたコンセプトモデルとしての性格が強いということをうかがわせる。
なお、N701iのスタイルプラスをN701iECOに装着することはできない。
繊維・樹脂製品を開発する企業ユニチカは、トウモロコシなどから得た成分を配合したポリ乳酸の成型技術を確立。
生分解性プラスチック素材 テラマック (TERRAMAC) を開発した。
NECはこれを携帯電話端末製品の外装に適用させるため、テラマックの課題であった高温多湿条件下における長期保存性を高めるべく、ユニチカと共同で改良研究を重ねた。
そうして確立されたのがケナフ繊維の配合という手法であり、これにより耐久性の高い生分解性プラスチック素材「ケナフ繊維強化バイオプラスチック」が完成した。
NTTドコモではかねて植物性由来の素材を用いた携帯電話端末の開発を推進しており、2005年6月9日には FOMA N900iS をベースに試作機を完成したことを発表。
そして2005年12月12日、植物由来プラスチックを外装のほとんどに適用した製品としては初めてのものとなるN701iECOの発表に至る。
ボディ造成時の二酸化炭素排出量を従来のABS樹脂使用時の半分にまで抑えることに成功した。
NTTドコモでは、エコケータイで地球を守ろうキャンペーンを2006年12月まで実施。
N701iECOを所有する利用者への利用料金請求金額のうち、1パーセントが環境保護活動の資金に充てられる。

## 歴史
- 2005年9月9日: N701i 発売開始。
- 2005年11月17日: 技術基準適合証明 (TELEC) による審査を通過（証明記号: 	001XYAA1185）。
- 2005年12月12日: N701iECO の開発が発表。
- 2006年3月10日: N701iECO が発売開始。